# Jay Presson Allen
Pour les articles homonymes, voir Allen.
Jay Presson Allen (de son nom de naissance Jacqueline Presson) est une scénariste et productrice américaine, née le 3 mars 1922 à San Angelo, Texas morte le 1er mai 2006 à New York.

## Filmographie

### Cinéma

#### Scénariste
- 1963 : Le Divan de l'infidélité
- 1964 : Pas de printemps pour Marnie
- 1969 : Les Belles Années de miss Brodie
- 1972 : Cabaret (créditée en tant que Jay Allen)
- 1972 : Voyages avec ma tante
- 1973 : 40 Carats (créditée en tant que Jay Allen)
- 1975 : Funny Lady
- 1976 : Une étoile est née
- 1980 : Just Tell Me What You Want
- 1981 : Le Prince de New York
- 1982 : Piège mortel
- 1983 : Un homme parmi les loups (réécriture du scénario, non créditée)
- 1995 : Copycat (réécriture du scénario, non créditée)

#### Productrice
- 1980 : Just Tell Me What You Want
- 1980 : C'est ma chance
- 1981 : Le Prince de New York
- 1982 : Piège mortel

## Distinctions

### Récompenses
- Prix David di Donatello :
  - Meilleur scénario étranger 1980 (Just Tell Me What You Want)
- Gotham Independent Film Awards :
  - Meilleur scénariste 1992
- Humanitas Prize :
  - Meilleur scénario 1976
- Writers Guild of America Award :
  - Meilleur scénario adapté 1973 (Cabaret)
  - Ian McLellan Hunter Award 1997

### Nominations
- Oscar du cinéma :
  - Oscar du meilleur scénario adapté 1973 (Cabaret)
  - Oscar du meilleur scénario adapté 1982 (Le Prince de New York)
- British Academy Film Awards :
  - British Academy Film Award du meilleur scénario 1973 (Cabaret)
- Saturn Award :
  - Saturn Award du meilleur scénario 1983 (Piège mortel)
- Prix Edgar-Allan-Poe :
  - Meilleur film 1973 (Voyages avec ma tante)
  - Meilleur film 1982 (Le Prince de New York)
- Golden Globes :
  - Golden Globe du meilleur scénario 1973 (Cabaret)
- New York Film Critics Circle Award :
  - Meilleur scénario 1981 (Le Prince de New York)
- Writers Guild of America Award :
  - Meilleur scénario adapté 1970 (Les Belles Années de miss Brodie)
  - Meilleur scénario adapté 1973 (Voyages avec ma tante)
  - Meilleur scénario adapté 1982 (Le Prince de New York)